# Alexis Carrel
Alexis Carrel (Lyon, 28 juni 1873 – Parijs, 5 november 1944) was een Franse chirurg, anatoom en bioloog. Hij beoefende zijn beroep in Frankrijk en de Verenigde Staten van Amerika (Universiteit van Chicago en het Rockefeller Instituut For Medical Research in New York). 
Een aantal van zijn onderzoeken aan dit laatste instituut zijn voor de moderne geneeskunde van fundamentele betekenis geworden, onder andere vindingen op het gebied van wondbehandeling en weefseltransplantatie.
In 1912 ontving Alexis Carrel de Nobelprijs voor de Fysiologie of Geneeskunde voor zijn onderzoek naar directe vaatanastomose, waardoor het mogelijk werd organen met hun eigen aan- en afvoerende bloedvaten te transplanteren.

## Biografie
Carrel was de oudste zoon van drie kinderen in een rooms-katholiek gezin. Zijn vader, Alexis Carrel-Billiard, was textielfabrikant, zijn moeder was Anne-Marie Ricard, dochter van een linnenhandelaar. Vader Alexis stierf toen zijn kinderen nog erg jong waren. Zijn moeder onderwees Carrel aanvankelijk. Later bezocht hij de St.-Joseph jezuïetenschool in Lyon. Aansluitend studeerde hij aan de Universiteit van Lyon, waar hij naast academische kennis ook de nodige praktijkervaring opdeed door te werken in lokale ziekenhuizen. In 1890 haalde hij zijn 'Bachelor of Science' graad. Hij diende een jaar als legerarts bij de Alpine Chasseurs, de Franse bergtroepen.
Na zijn afzwaaien bleef Carrel werken in ziekenhuizen van Lyon. Daarnaast doceerde hij anatomie en operatieve chirurgie aan de universiteit, in de functie van 'prosector' op de afdeling van professor Leo Testut. Hier promoveerde hij in 1900. Als specialistisch  vaatchirurg begon hij in 1902 in Lyon met experimenteel werk op dit gebied.  
Hij verliet Frankrijk in 1904 om persoonlijke redenen, en ging aanvankelijk naar Montreal het Franssprekende deel van Canada.
Kort na zijn aankomst in Montreal kreeg hij een aanstelling aan de afdeling Fysiologie van de Universiteit van Chicago.  (1904)  
Hier zette hij zijn onderzoek naar vaatchirurgie en orgaantransplantatie voort. In 1906 kreeg hij de kans om in een gerenommeerd laboratorium te werken: het pas opgerichte Rockefeller Institut for Medical Research in New York bood hem een positie aan, die hij accepteerde.   Aanvankelijk benoemd als Associate Member, werd hij volwaardig lid in 1912. De rest van zijn carrière bleef Carrel verbonden aan dit instituut, waar hij de vaatchirurgie verfijnde en hij de eerste experimenten uitvoerde met bloedtransfusie en orgaantransplantatie.
Gedurende de Eerste Wereldoorlog (1914-1918) diende Carrel als majoor in het Franse Medische Corps, waar hij werkte als chirurg aan het Franse front. 
In 1939 keerde Carrel definitief naar Frankrijk terug. Hier werd hij door de Franse regering in Vichy in 1940 belast met een speciale taak: de gezondheidszorg tijdens de militaire bezetting en in de vrije zone.

### Lourdes
Een opmerkelijke ontwikkeling in de carrière van Alexis in de jaren 1902 – 1904 komt voort uit het volgende: 
Hoewel Carrel zichzelf al voordat hij de Jezuïetenschool verliet als agnost zag, veranderde zijn houding in 1902 van scepticus over de visioenen en wonderen die uit Lourdes werden gerapporteerd tot een religieus gelovige in spirituele genezingen. Dit nadat hij een genezing van Marie Bailly had meegemaakt die hij niet kon verklaren.  
Alexis Carrel weigerde een bovennatuurlijke verklaring af te wijzen en herhaalde standvastig zijn overtuigingen, schreef zelfs het boek The Voyage to Lourdes waarin hij zijn ervaring beschreef.   Overigens werd dit boek pas vier jaar na zijn overlijden gepubliceerd. 
Het feit dat hij een (onwetenschappelijke) bovennatuurlijke verklaring niet afwees was een groot nadeel voor zijn carrière en reputatie bij zijn collega-artsen. Hij voelde dat hij geen toekomst had in de academische geneeskunde in Frankrijk en emigreerde aanvankelijk naar Canada met de bedoeling om daar veeboer te worden.
In zijn laatste levensjaren, na 1939, zou Carrel werkelijk terugkeren naar zijn katholieke wortels. Op zijn doodsbed (1944) werden hem de Heilige Sacramenten toegediend.

### Controversieel
Tijdens hun samenwerking aan de door hen ontwikkelde perfusie pomp werden Carrel en Charles Lindbergh goede vrienden. Zij bleken gedeelde persoonlijke, politieke en sociale ideeën te hebben. Lindberg stond bekend om zijn sympathieën voor het Duitsland van die tijd. 
Als gevolg van zijn sympathie voor Jacques Doriot's fascistische Parti Populaire Français (PPF) in de 30-er jaren en zijn rol 
bij de uitvoering van het eugeneticabeleid tijdens Vichy-Frankrijk, werd hij na de bevrijding beschuldigd van collaboratie. Hij stierf vóór het proces.

## Werk

### Vaatchirurgie
Hechten van bloedvaten beschadigt de binnenkant van de vaten, wat kan leiden tot dodelijke bloedstolsels. Daarom opereerden veel chirurgen liever niet aan bloedvaten. In plaats daarvan werden ze afgebonden waardoor het weefsel afstierf (necrose) en veel patiënten alsnog onnodig overleden. Dit was ook het geval toen in 1894 de Franse president Marie François Sadi Carnot bij een aanslag met een mes ernstig gewond raakte en doodbloedde doordat artsen de beschadigde aders niet konden herstellen.
Het gebeuren liet een dermate diepe indruk achter op Carrel dat hij besloot zich toe te leggen op de vaatchirurgie. Hij ontwikkelde een nieuwe manier om bloedvaten te hechten waarvoor hij naailes nam bij ervaren borduursters die uiterst fijne naald en draad gebruikten. Hij oefende op papier totdat hij overtuigd van zijn deskundigheid was. Daarnaast richtte hij zich op het verminderen van de risico's van infectie en het handhaven van de bloedstroom door de herstelde aders. Voor dit werk werd hij in 1912 onderscheiden met de Nobelprijs. 

### Wond-antisepsis
Tijdens de Eerste Wereldoorlog werkte Carrel als chirurg aan het front in Frankrijk. In deze periode ontwikkelde hij met de Engelse scheikundige Henry Drysdale Dakin een methode voor wondbehandeling (Carrel-Dakin-methode), die voordat antibiotica werd ontdekt veel gebruikt werd voor het ontsmetten van wonden. Voor deze ontdekking kreeg Carrel de Franse onderscheiding van het Legioen van Eer.

### Orgaantransplantatie
Naast vaatchirurgie had Carrels werk voornamelijk betrekking transplantatie van weefsels en organen en op het kweken van weefsels buiten het lichaam. Het pionierswerk van Emerich Ullman – de autotransformatie van een nier in een hond – werd overgenomen door Carrel: het herstel van de normale bloedsomloop in het overgeplante orgaan.  Ook ontwikkelde hij specifieke chirurgische technieken om kleine bloedvaten te hechten.
In 1936 slaagde hij erin, met medewerking van de oceaanvlieger Charles Lindbergh, belangrijke organen voor onbepaalde tijd buiten het lichaam 'in leven' en beademd te houden. Hiervoor ontwierp Carrel, met de technische expertise van Lindbergh, een speciaal gesteriliseerde glazen perfusie pomp die gebruikt werd om vloeibare voedingsstoffen te circuleren door de organen die in het laboratorium bewaard werden. Samen verschenen ze op de cover van Time met hun 'mechanische hart'.

## De onbekende mens
In 1935 schreef Alexis Carrel het klassiek geworden boek: L'homme cet inconnu (De onbekende mens). Destijds, toen de gevaren van wetenschappelijke overspecialisatie en de ontoereikendheid van het gangbare mensbeeld langzamerhand zichtbaar werden, zorgde dit boek voor nogal wat opschudding. Het sloot ook aan op een onrust die al door andere schrijvers was opgemerkt. Een buitengewoon opmerkelijke passage in dat boek handelt over het verschil tussen kwaliteit en kwantiteit, en is opgenomen in hoofdstuk VIII: 'De vernieuwing van de mens'. Hij zegt daar onder meer het volgende:
...De fout, die verantwoordelijk is voor onze misère, berust op een verkeerde interpretatie van het geniale idee van Galilei. Galilei onderscheidde namelijk de primaire kwaliteiten van de dingen, dimensies en gewicht, die gemakkelijk kunnen worden gemeten, van de secundaire kwaliteiten, vorm of reuk, die niet kunnen worden gemeten. Zo werd het kwantitatieve gescheiden van het kwalitatieve.
Het kwantitatieve, uitgedrukt in mathematische taal, bracht de mensheid de wetenschap. Het kwalitatieve werd hierin helaas sterk verwaarloosd. Het doel van de wetenschap is toch stoffelijk en geestelijk nut voor de mens te zijn, waarbij verwacht zou mogen worden, dat evenveel betekenis wordt gehecht aan gevoelens als aan thermodynamica...
Carrel hield zich in dat boek ook al bezig met de catastrofale omvang en de gevolgen van de oorlog die tussen 1939 en 1945 Europa in zijn greep hield.

### Huwelijk
Alexis Carrel was getrouwd met Anne-Marie-Laure Gourlez de La Motte. Er waren geen kinderen. 

## Publicaties
- 1935 - L'homme cet inconnu (ISBN 978-2266036566)

1901: Behring · 
1902: Ross · 
1903: Finsen · 
1904: Pavlov · 
1905: Koch · 
1906: Golgi, Ramón y Cajal · 
1907: Laveran · 
1908: Mechnikov, Ehrlich · 
1909: Kocher · 
1910: Kossel · 
1911: Gullstrand · 
1912: Carrel · 
1913: Richet ·
1914: Bárány · 
1919: Bordet · 
1920: Krogh · 
1922: Hill, Meyerhof · 
1923: Banting, Macleod · 
1924: Einthoven ·
1926: Fibiger · 
1927: Wagner-Jauregg · 
1928: Nicolle · 
1929: Eijkman, Hopkins · 
1930: Landsteiner · 
1931: Warburg · 
1932: Sherrington, Adrian · 
1933: Morgan · 
1934: Whipple, Minot, Murphy · 
1935: Spemann · 
1936: Dale, Loewi · 
1937: Szent-Györgyi · 
1938: Heymans · 
1939: Domagk · 
1943: Dam, Doisy · 
1944: Erlanger, Gasser · 
1945: Fleming, Chain, Florey · 
1946: Muller · 
1947: C. Cori, G. Cori, Houssay · 
1948: Müller · 
1949: Hess, Moniz · 
1950: Kendall, Reichstein, Hench · 
1951: Theiler · 
1952: Waksman · 
1953: Krebs,Lipmann ·
1954: Enders, Weller, Robbins · 
1955: Theorell · 
1956: Cournand, Forssmann, Richards · 
1957: Bovet · 
1958: Beadle, Tatum, Lederberg · 
1959: Ochoa, Kornberg · 
1960: Burnet, Medawar · 
1961: Békésy · 
1962: Crick, Watson, Wilkins · 
1963: Eccles, Hodgkin, Huxley · 
1964: Bloch, Lynen · 
1965: Jacob, Lwoff, Monod · 
1966: Rous, Huggins · 
1967: Granit, Hartline, Wald · 
1968: Holley, Khorana, Nirenberg · 
1969: Delbrück, Hershey, Luria · 
1970: Katz, Euler, Axelrod · 
1971: Sutherland · 
1972: Edelman, Porter · 
1973: Frisch, Lorenz, Tinbergen · 
1974: Claude, De Duve, Palade · 
1975: Baltimore, Dulbecco, Temin ·
1976: Blumberg, Gajdusek · 
1977: Guillemin, Schally, Yalow · 
1978: Arber, Nathans, Smith · 
1979: Cormack, Hounsfield · 
1980: Benacerraf, Dausset, Snell · 
1981: Sperry, Hubel, Wiesel · 
1982: Bergström, Samuelsson, Vane · 
1983: McClintock · 
1984: Jerne, Köhler, Milstein · 
1985: Brown, Goldstein · 
1986: Cohen, Levi-Montalcini · 
1987: Tonegawa · 
1988: Black, Elion, Hitchings · 
1989: Bishop, Varmus · 
1990: Murray, Thomas · 
1991: Neher, Sakmann · 
1992: Fischer, Krebs · 
1993: Roberts, Sharp · 
1994: Gilman, Rodbell · 
1995: Lewis, Nüsslein-Volhard, Wieschaus · 
1996: Doherty, Zinkernagel · 
1997: Prusiner · 
1998: Furchgott, Ignarro, Murad · 
1999: Blobel · 
2000: Carlsson, Greengard, Kandel ·
2001: Hartwell, Hunt, Nurse · 
2002: Brenner, Horvitz, Sulston · 
2003: Lauterbur, Mansfield · 
2004: Axel, Buck · 
2005: Marshall, Warren ·
2006: Fire, Mello ·
2007: Capecchi, Smithies, Evans ·
2008: Zur Hausen, Barré–Sinoussi, Montagnier ·
2009: Blackburn, Greider, Szostak ·
2010: Edwards ·
2011: Beutler, Hoffmann, Steinman ·
2012: Gurdon, Yamanaka ·
2013: Rothman, Schekman, Südhof ·
2014: O'Keefe, Moser, Moser ·
2015: Campbell, Omura, Tu ·
2016: Osumi ·
2017: Hall, Rosbash, Young ·
2018: Allison, Honjo ·
2019: Kaelin, Ratcliffe, Semenza ·
2020: Alter, Houghton, Rice ·
2021: Julius, Patapoutian ·
2022: Pääbo ·
2023: Karikó, Weissman ·
2024: Ambros, Ruvkun